# 젠묘쓰쓰미 전투

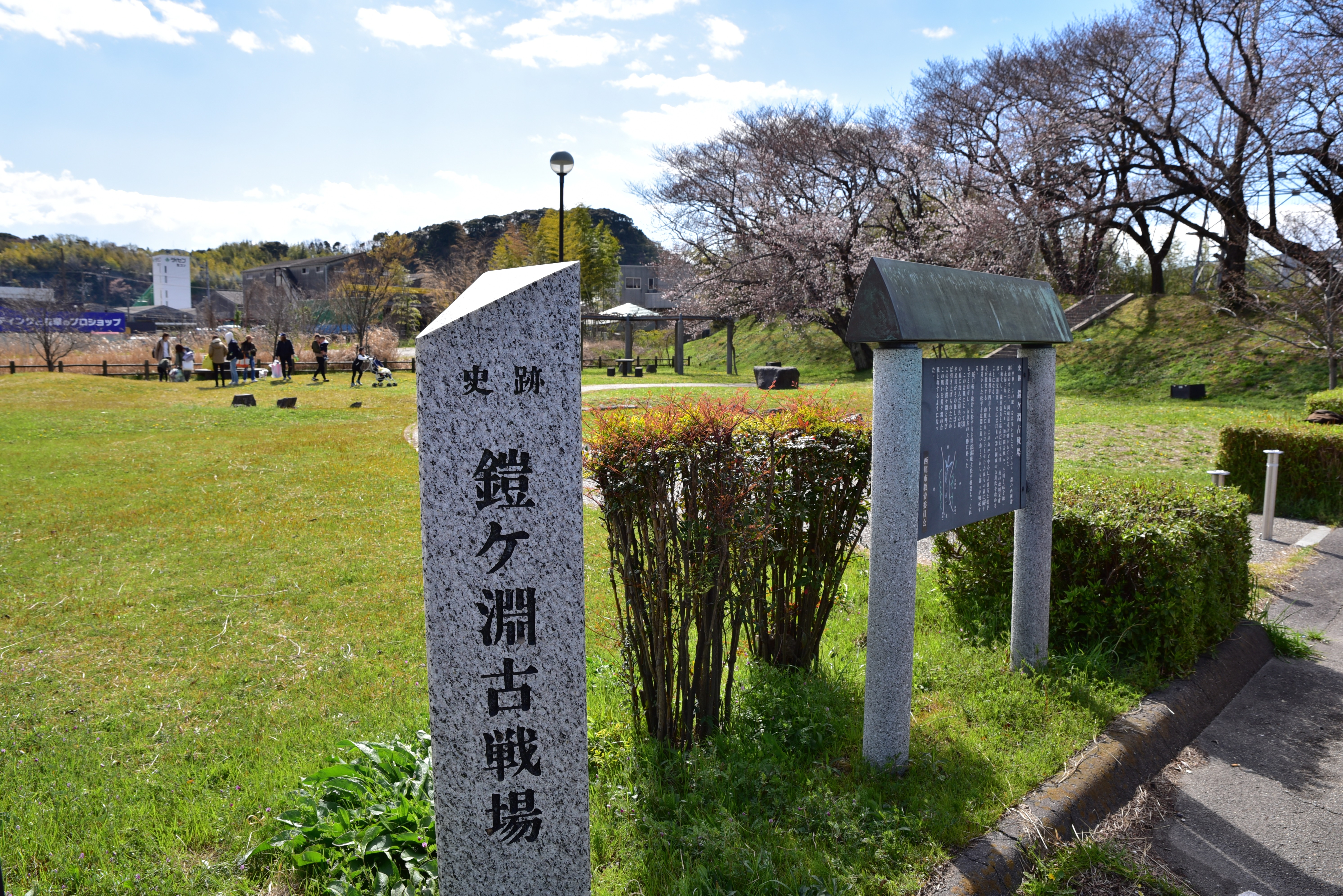
요로가부치 고전장 터

젠묘츠츠미 전투(일본어: 善明堤の戦い ぜんみょうつつみのたたかい[*])는 에이로쿠 4년 (1561년) 4월 15일에 미카와국 (현 아이치현)에서 마츠다이라 모토야스와 키라 요시아키와의 사이에서 벌어진 전투이다. 이마가와씨로부터 독립한 이에야스의 미카와 통일 사업 과정으로 일어난 전투 중 하나이다.

## 토죠성의 공방전
스루가국 센고쿠 다이묘 이마가와 요시모토 사후 독립한 마츠다이라씨의 당주 마츠다이라 모토야스가 미카와 통일 사업에 적대하고 있던 것이 미카와의 명가 키라씨였다.
키라 요시아키는 자신의 거성 니시오성을 집안 사람에게 맡기고 토죠의 성에 들어갔다. 이 성의 정면이 된 것이 후코즈 마츠다이라씨 2대 마츠다이라 요시카게의 거성인 후코즈성이었다. 마츠다이라 요시카게는 나카지마성 (현 아이치현 오카자키시 나카지마정 고야시키)에 들어가, 토죠의 성을 견제하는 형태를 취했다. 에이로쿠 4년 (1561년) 2월에 이에야스 스스로 토죠성을 공격했지만, 요시아키는 잘 싸웠고, 토죠성은 함락되지 않았다.

## 참가 무장

### 마츠다이라군
- 마츠다이라 모토야스
- 마츠다이라 요시카게
- 혼다 히로타카
- 마츠다이라 야스치카
- 사카이 다다나오

### 키라군
- 키라 요시아키
- 토미나가 타다모토
- 야마오카 야쿠이

## 마츠다이라 요시카게의 전사
그리고, 에이로쿠 4년 (1561년) 4월 15일, 키라 요시아키는 한 계책을 생각해, 토미나가 타다모토에게 수백 기를 주어 사카이 타다나오가 지키는 성 우에노성 (현 아이치현 도요타시)을 공격하게 했다. 이에야스의 지시를 받은 요시카게는 이에타다와 적남 코레타다를 출동시켜 후코즈성으로 돌아갔다. 그 틈을 타서 키라 요시아키는 나카지마성을 공격했다. 요시카게는 부재중인 일족ㆍ가신 불과 50여 기를 이끌고 나카지마로 향했다. 마구잡이로 적을 공격한 후 패주하는 키라군을 추격했다. 그러나, 키라 측의 타다모토는 군을 돌려 키라군을 추격하는 요시카게를 더욱 추격하여 요시카게의 퇴로를 막았다. 키라령으로 요시카게 등은 복병으로 가는 길이 막히고, 키라 세력에 둘러싸였다. 용전하여 적진을 뚫고 나카지마로 돌아가려 했으나, 요시카게를 비롯하여 일족 21명, 가신 등 34명 모두 공격당해, 생환한 자는 없었다고 한다.
이 장소는 후에 요로가부치 고전장이라고도 불리게 되었다. 요시카게가 사망한 곳은 젠묘츠츠미 근처 (시모나가라)이다. 몸통만 묻힌 무덤이 있다.

## 그 후
이 전투로 모토야스는 요시카게 외에 이타쿠라 요시시게 (이타쿠라 카츠시게의 아버지) 등 많은 일족, 가신을 잃었지만, 후에 후지나미나와테 전투에서 키라씨를 제거하는 데 성공했고, 또한 우도노씨 등 이마가와 측 세력 및 잇코 잇키와의 전투도 이겨내고 미카와 통일에 성공했다.
마츠다이라 요시카게의 뒤는 마츠다이라 코레타다가 이었다. 코레타다는 나가시노 전투에서 활약했지만 전사했다.

## 이설 (고지2년설)
이 전투는 통설로는 에이로쿠 4년 (1561년) 4월 15일에 일어났다고 한다. 그러나 『松平記』에서는 고지 2년 (1556년)에 일어난 일로, 마츠다이라 요시카게의 손자인 마츠다이라 이에타다가 쓴 『이에타다 일기』의 덴쇼 6년 (1578년) 3월 4일조에 요시카게의 23주기 추선공양을 한 기사(「할아버지 大炊助 23년의 마음가짐」)가 있다. 고지 2년설을 취했을 경우, 앞에 쓴 『松平記』에 동년 4월 경, 키라 요시아키가 이마가와 요시모토를 배반해 오다 노부나가와 맺었다고 하기 때문에, 싸움의 성격도 "마츠다이라 대 이마가와(키라)"에서 "이마가와(마츠다이라) 대 오다(키라)"라고 하는 도식으로 바뀐다.
또한, 『松平記』에 있는 고지 연간 전투 때, 키라씨의 당주는 키라 요시아키가 아니라 형 키라 요시야스라는 설도 있다.

## 같이 보기
- 키라 요시아키
- 토미나가 타다모토
- 후코즈 마츠다이라가
- 토죠성
- 후지나미나와테 전투